# Écothéologie
L'écothéologie (anglais : ecotheology) est une forme de théologie constructive qui se concentre sur les rapports de la religion et de la nature, en particulier à la lumière des préoccupations environnementales. L'écothéologie commence généralement à partir de la prémisse qu'il existe une relation entre les visions du monde religieuses et spirituelles des humains et la dégradation de la nature. Elle explore l'interaction entre les valeurs écologiques, telles que la durabilité, et la domination humaine de la nature. Le mouvement a produit de nombreux projets religieux-environnementaux à travers le monde.
L'éclosion de la prise de conscience de la crise environnementale a entraîné une réflexion religieuse sur la relation de l'homme avec la terre. Cette réflexion a de forts précédents dans la plupart des traditions religieuses dans les domaines de l'éthique et de la cosmologie, et peut être vue comme un sous-ensemble ou un corollaire de la théologie de la nature.
Il est important de garder à l'esprit que l'écothéologie explore non seulement la relation entre la religion et la nature en matière de dégradation de la nature, mais aussi en matière de gestion de l'écosystème en général. Plus précisément, l'écothéologie cherche non seulement à identifier les principaux problèmes dans la relation entre la nature et la religion, mais aussi à proposer des solutions éventuelles. C'est particulièrement important parce que beaucoup de défenseurs et de contributeurs de l'écothéologie soutiennent que la science et l'éducation ne sont tout simplement pas suffisantes pour inspirer le changement nécessaire dans notre crise environnementale actuelle.

## Arrière-plan
La relation de la théologie à la crise écologique moderne est devenue un problème intense du débat dans le monde universitaire occidental en 1967, à la suite de la publication de l'article « Les Racines Historiques de notre Crise Écologique », par Lynn White, Jr, professeur d'histoire à l'Université de Californie à Los Angeles. Dans ce travail, Lynn White met en avant une théorie qui dit que le modèle chrétien de domination de l'homme sur la nature a conduit à la dévastation de l'environnement, donnant une voix à « La Complainte écologique » (The Ecological Complaint),.
En 1973, le théologien Jack Rogers publie un article dans lequel il sonde les études d'environ douze théologiens qui sont parues depuis l'article de Lynn White. Ces études reflètent la recherche pour un « modèle théologique approprié » qui évalue adéquatement les données bibliques concernant la relation entre Dieu, les humains et la nature[réf. souhaitée].

## Précédents dans la pensée religieuse
Certains chercheurs soutiennent que les chrétiens ont en fait contribué à l'actuelle crise écologique mondiale en apprenant à leurs fidèles que Dieu, et par extension l'humanité, transcende la nature. Une grande partie du développement de l'écothéologie en tant que discours théologique est une réponse à cet argument, qui a été appelé « La Complainte écologique » (The Ecological Complaint). Les défenseurs de ce point de vue soutiennent essentiellement que le christianisme promeut l'idée d'une domination humaine sur la nature, traitant celle-ci comme un outil à utiliser et même à exploiter pour la survie et la prospérité.
Cependant, le christianisme a souvent été considéré comme une source de valeurs positives à l'égard de l'environnement, et il existe de nombreuses voix au sein de la tradition chrétienne dont la vision comprend le bien-être de la terre et de toutes les créatures. François d'Assise est l'une des plus influences les plus manifestes de l'écothéologie chrétienne, et il y a beaucoup de théologiens et d'enseignants, comme Isaac de Ninive et Séraphin de Sarov, dont les travaux ont de profondes implications pour les penseurs chrétiens. Beaucoup de ces derniers sont moins bien connus en Occident, parce que leur principale influence s'exerce sur l'Église Orthodoxe, plutôt que sur l'Église Catholique Romaine.
L'importance des traditions indigènes pour le développement de l'écothéologie ne doit pas être sous-estimée. Les systèmes de Connaissances écologiques traditionnelles, combinés avec des méthodes scientifiques modernes de gestion de l'écosystème, ont progressivement gagné de l'intérêt depuis que les défenseurs de l'environnement sont conscients de l'importance de groupes investis localement.

## Développements
L'écothéologie chrétienne s'appuie sur les écrits d'auteurs comme le prêtre jésuite et paléontologue Pierre Teilhard de Chardin, le philosophe Alfred North Whitehead, et le prêtre passioniste et historien Thomas Berry. Elle est aussi bien représentée dans le protestantisme par John B. Cobb, Jr, Jürgen Moltmann et Michael Dowd ; dans l'écoféminisme par les théologiennes féministes Rosemary Radford Ruether, Catherine Keller et Sallie McFague ; dans le catholicisme romain par John F. Haught ; et dans l'orthodoxie par Elizabeth Theokritoff et George Nalunnakkal (actuellement évêque Geevarghese Mor Coorilose de l'Église chrétienne des Jacobites syriens). En plus des travaux sur la théologie en soi, les exégètes de l'importance écologique des Écritures, comme Ellen Davis jouent également un rôle important.
La « Spiritualité de la Création » (Creation Spirituality) est une autre expression de l'écothéologie qui a été développée et popularisée par Matthew Fox, ancien frère catholique dominicain devenu prêtre épiscopal.
Abraham Joshua Heschel et Martin Buber, tous deux philosophes juifs, ont également laissé leur empreinte sur l'écothéologie chrétienne, et sont une importante source d'inspiration pour l'écothéologie juive. La plus récente et la plus complète expression de l'écothéologie juive peut être trouvée dans les travaux de David Mevorach Seidenberg sur la Kabbale et l'écologie.
L'écothéologie hindoue inclut Vandana Shiva. Seyyid Hossein Nasr, un érudit iranien de l'école pérennialiste et soufie, est l'une des premières voix musulmanes appelant à une réévaluation de la relation occidentale à la nature.
Elisabet Sahtouris est une biologiste évolutionniste et futurologue qui soutient une vision dont elle croit qu'il résultera une santé durable et le bien-être de l'humanité au sein de l'ensemble des systèmes vivants de la Terre et du cosmos. Elle est maître de conférences en Théorie Gaïa et travaille avec James Lovelock et Lynn Margulis.
Annie Dillard, auteure américaine gagnante du Prix Pulitzer, associe également des observations sur la nature et des enquêtes philosophiques dans plusieurs écrits écothéologiques, notamment Pilgrim at Tinker Creek.
Valerie Brown est une journaliste en science et environnement basée à Portland, dans l'Oregon. Son travail a été publié dans Environmental Health Perspectives, 21stC, et dans d'autres publications. Elle écrit régulièrement sur l'écothéologie.
Terry Tempest Williams est un écrivain mormon conservateur qui explore avec sensibilité et imagination l'écothéologie dans ses écrits personnels.
La majorité du contenu du livre Indians of the Americas, par l'ancien chef du Bureau des Affaires Indiennes John Collier, concerne le lien entre la durabilité écologique et la religion chez les Natifs du Nord et du Sud de l'Amérique.
Un livre important concernant Paul Tillich, peut-être le premier écothéologien, car il écrivait sur cette question bien avant que le terme écothéologie ne soit inventé, est « The Ecotheology of Paul Tillich: Spiritual Roots of Environmental Ethics » (Santa Barbara: Barred Owl Books, 2009).

#### En anglais
- Pihkala, Panu (2016). "Rediscovery of Early Twentieth-Century Ecotheology". Open Theology vol. 2.
- Rogers, J. (1973). "Ecological Theology: The Search for an Appropriate Theological Model." Reprinted from Septuagesino Anno: Theologiche Opstellen Aangebsden Aan Prof. Dr. G. C. Berkower. The Netherlands: J.H. Kok.
- Watling, Tony (2009), Ecological Imaginations in the World Religions: An Ethnographic Analysis, London and New York: Continuum International Publishers.
- White, L. Jr. (1971). "The Historical Roots of our Ecologic Crisis." Reprinted in A.E. Lugo & S.C. Snedaker (Eds.) Readings on Ecological Systems: Their Function and Relation to Man. New York: MSS Educational Publishing.
- "Why Care for Earth's Environment?" (in the series "The Bible's Viewpoint") is a two-page article in the December 2007 issue of Awake! magazine. This represents the Bible's viewpoint according to the viewpoint of Jehovah's Witnesses.

#### En français
- Jean Bellefeuille, « Éléments pour une écothéologie » [PDF], sur www.lemontmartre.ca, 2010 (consulté le 14 mai 2017).
- Michel Maxime Egger (préf. Pierre Rabhi), La Terre comme soi-même : Repères pour une écospiritualité, Genève, Labor et Fides, coll. « Fondations écologiques », 2012, 321 p. (ISBN 978-2-8309-1445-0, lire en ligne).
- Jean-Philippe Faure & Muriel Hemelsoet, Messages de la Terre-Mère : marcher dans l’amour de Gaïa, Éditions Fernand Lanore, 2014
- Émilie Hache (dir.) (trad. de l'anglais), Reclaim : Recueil de textes écoféministes, Paris, Cambourakis, coll. « Sorcières », 2016, 412 p. (ISBN 978-2-36624-213-3).Inclut un texte de Vandana Shiva.
- Marcelo Schneider, « Vers une écothéologie », sur water.oikoumene.org, 1er janvier 2001 (consulté le 14 mai 2017).
- Henryk Skolimowski, Éco-philosophie et Éco-théologie : Pour une philosophie et une théologie de l'ère écologique, Archamps, Jouvence, 1990, 182 p. (ISBN 978-2-88353-024-9).